# Hannonia echinata
Hannonia echinata is een zeespin uit de familie Ascorhynchoidea. De soort behoort tot het geslacht Hannonia. Hannonia echinata werd in 1990 voor het eerst wetenschappelijk beschreven door Stock. 